# Löwsches Schloss (Nieder-Florstadt)
Das Löw’sche Schloss (seltener: Schloss Florstadt) ist ein Schlossbau des 18. Jahrhunderts in Nieder-Florstadt, Stadt Florstadt im Wetteraukreis in Hessen. Das heutige Schloss besaß einen älteren Vorgängerbau und diente lange Zeit als Sitz eines Zweiges der Familie Löw von Steinfurth.

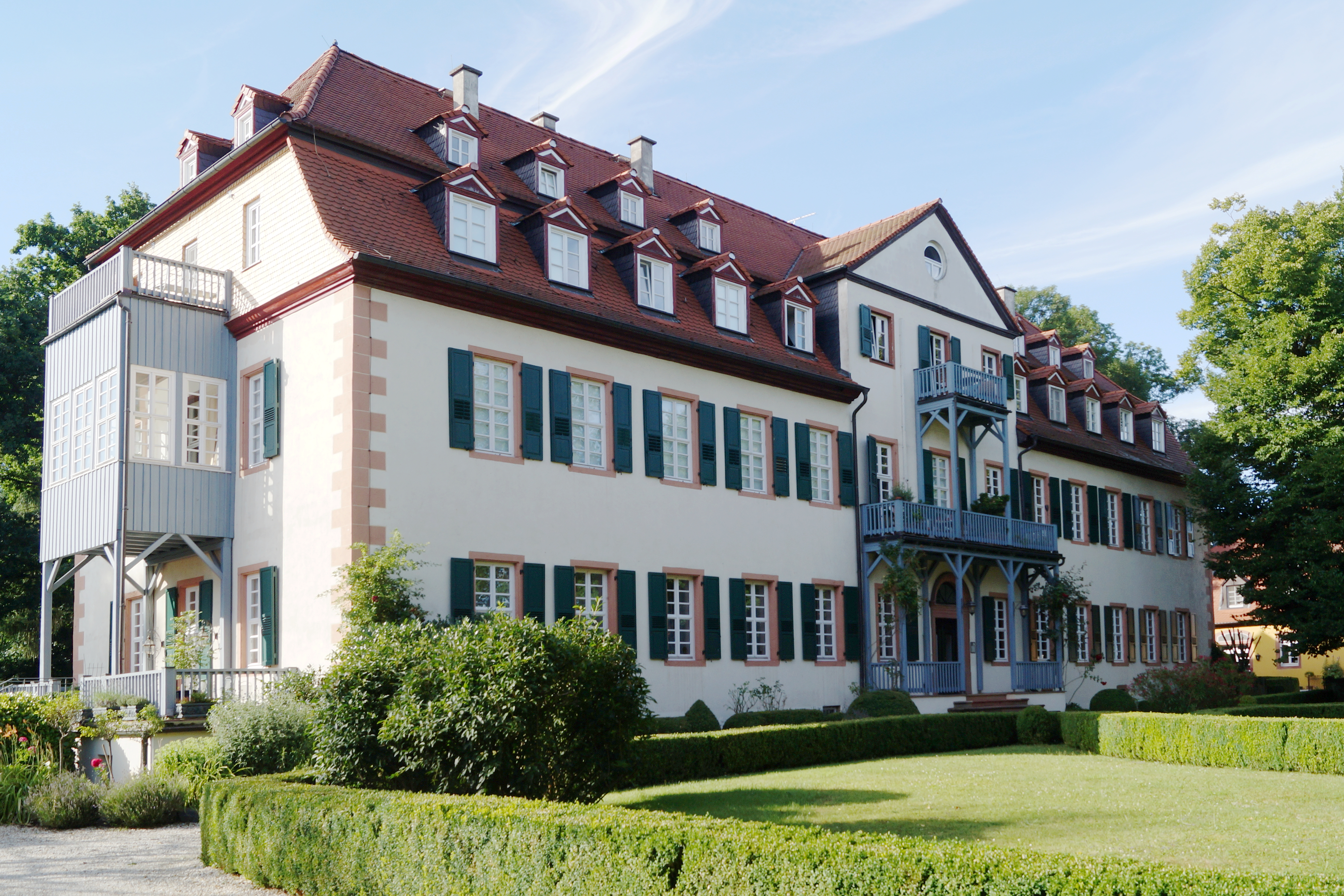
Ehemaliges Löwsches Schloss in Nieder-Florstadt – Ansicht des Herrenhauses aus der 1. Hälfte des 18. Jahrhunderts von Süden.

## Geschichte
Das Schloss wurde in der ersten Hälfte des 18. Jahrhunderts von Franz Carl August Löw von und zu Steinfurth (1716–1744) erbaut. Nieder-Florstadt gehörte damals zur Ganerbschaft Staden, an der die Löw von Steinfurth bedeutende Anteile hielten. Im Jahr 1746 erbauten sie noch ein weiteres Schloss in Staden. Mit dem Erwerb des benachbarten Mönchshofes vom Kloster Fulda gelangte im Jahr 1775 auch das Kirchenpatronat an die Familie.
Das Herrenhaus wurde erst in jüngerer Zeit verkauft und in Eigentumswohnungen umgewandelt.

## Anlage
Die schlossartige Anlage befindet sich am nordöstlichen Rand von Nieder-Florstadt in Form einer mehrseitig bebauten Hofanlage. Nordwestlich schließt sich ein kleinerer Park an, die übrigen Seiten fallen zur Flussniederung der Nidda leicht ab.
Dominierend ist das zweigeschossige Herrenhaus auf langrechteckigem Grundriss mit der Schauseite nach Südosten. Es handelt sich um einen massiven, verputzten Bruchsteinbau mit Eckquadern und Mansarddach. Auf den Stirnseiten ist das erste Dachgeschoss in Fachwerk ausgeführt, die Langseiten dieses Geschosses durchbrochen von einem Zwerchhaus, das erst bei Umbaumaßnahmen in jüngerer Zeit hinzugefügt wurde. An der Ostseite ist ein älteres Gebäude integriert, auf dessen Portal die Jahreszahl 1609 zu erkennen ist.
Die Nebengebäude stammen größtenteils aus dem 18. Jahrhundert und sind wie das Herrenhaus ebenfalls Kulturdenkmäler aus geschichtlichen Gründen.